# Vincenzo Pucitta
Vincenzo Pucitta, italijanski operni skladatelj, * 17. februar 1778, Civitavecchia, Italija, † 20. december 1861, Milano, Italija. 
Glasbo je študiral v Neaplju. Največji uspeh je dosegel z opero Vestalka, ki je bila krstno izvedena leta 1810 v Londonu. Kasneje so jo uprizorili tudi na nekaterih svetovnih odrih.

## Opere (izbor)
- Werter in Šarlotta (1802)
- Zelinda in Lindoro (1803)
- Lauretta (1803)
- Nevesta iz Lucce (1805)
- Vestalka (1810)
- Il trionfo di Rosselane ali Le tre sultane (1811)
- Ginevra di Scozia (1812)
- Boadicca (1813)
- La principessa in campagna o Il marchese nell'imbarazzo (1817)
- Il maestro di cappella (1818)
- La festa del villaggio (1822)
- La Fausse Agnès (1824)